# Hadena cuprea
Hadena cuprea là một loài bướm đêm trong họ Noctuidae.